# Bror Hillbom

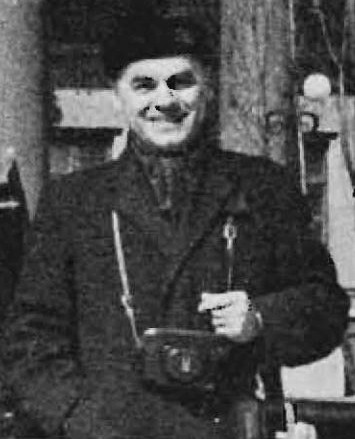
Bror Hillbom 1963.

Bror Karl Johan Hillbom, född 8 maj 1914 i Stockholm, död där 7 januari 1998, var en svensk ingenjör.
Efter civilingenjörsexamen från Kungliga Tekniska högskolan kom Hillbom 1938 till Stockholms stads gatukontor och övergick 1945 till AB Stockholms Spårvägar, där han i drygt tjugo år arbetade i första hand med planering och utveckling. Han konstaterade att Stockholms tunnelbanas utveckling inte kunde hejdas av kommungränserna, vilket ledde till Hörjelöverenskommelsen 1964, vilken innebar att utbyggnaden och driften av kollektivtrafiken i Stockholms stad och län skulle samordnas. Kommunalförbundet för Stockholms stads och läns regionala frågor, KSL, bildades och fick temporärt ansvaret för utbyggnaden av tunnelbanan i avvaktan på det nya "storlandstinget". Hillbom, som då var teknisk direktör och chef för utredningsavdelningen på AB Stockholms Spårvägar, övergick till KSL och sedermera till Stockholms läns landsting där han var chef för landstingets nybildade trafikkontor 1971–1976. Under hans tid i landstinget skedde utbyggnaden av tunnelbanan till Mörby och avtal om pendeltågstrafiken ingicks med Statens Järnvägar. Han lade stor vikt vid tunnelbanestationernas konstnärliga utsmyckning. 
Hillbom var verksam inom International Union of Public Transport (UITP) och var en ofta anlitad föredragshållare, inte minst utomlands, bland annat i USA och Kanada.